# Doliopteryx arava
Doliopteryx arava är en tvåvingeart som beskrevs av Neal L. Evenhuis 2000. Doliopteryx arava ingår i släktet Doliopteryx och familjen svävflugor. Inga underarter finns listade i Catalogue of Life.